# 小日向茜
小日向茜（11月24日—）是福岡縣出身的日本女性旁白、聲優，Amuleto所屬，身高140公分。曾是女子團體Afilia Saga成員「KOHIME LIT PUCCI」，2017年6月3日自該團體畢業。

## 演出作品
粗體字為主要角色。

### 電視動畫
2013年
- 我的腦內戀礙選項（女學生）

2014年
- 棺姬嘉依卡（哈絲敏·巫羅）
- 風雲維新大將軍（湯女A）

2015年
- ISUCA依絲卡（相馬茉莉[3]、女子）
- 對魔導學園35試驗小隊（戰亂魔劍[4]）

2016年
- 魔法護士小麥R（玉子[5]）

2017年
- 武裝少女Machiavellianism（蝶華·U·薔薇咲[6]、女教師）
- 末日時在做什麼？有沒有空？可以來拯救嗎？（阿爾米達[7]）

### 遊戲
2016年
- 偶像事變（門永千晶[8]）

2018年
- 天華百劍-斬（博多藤四郎）

## 外部連結
- 事務所官方簡介 （页面存档备份，存于）（日語）
- 小日向茜的X（前Twitter）（日語）